# Taekwondo ai II Giochi olimpici giovanili estivi
Gli incontri di taekwondo ai II Giochi olimpici giovanili estivi si sono disputati dal 17 al 21 agosto 2014 presso il Nanjing International Expo Center di Nanchino. Sono state assegnate medaglie in dieci categorie di peso: cinque maschili e cinque femminili.

## Medagliere
| Pos.   | Paese         | Oro | Argento | Bronzo | Totale |
| ------ | ------------- | --- | ------- | ------ | ------ |
| 1      | Taipei cinese | 2   | 1       | 1      | 4      |
| 2      | Iran          | 2   | 0       | 1      | 3      |
| 3      | Azerbaigian   | 1   | 1       | 0      | 2      |
| 4      | Francia       | 1   | 0       | 1      | 2      |
| 5      | Brasile       | 1   | 0       | 0      | 1      |
| 5      | Croazia       | 1   | 0       | 0      | 1      |
| 5      | Stati Uniti   | 1   | 0       | 0      | 1      |
| 5      | Thailandia    | 1   | 0       | 0      | 1      |
| 9      | Belgio        | 0   | 1       | 2      | 3      |
| 10     | Germania      | 0   | 1       | 1      | 2      |
| 10     | Messico       | 0   | 1       | 1      | 2      |
| 10     | Russia        | 0   | 1       | 1      | 2      |
| 10     | Turchia       | 0   | 1       | 1      | 2      |
| 10     | Ucraina       | 0   | 1       | 1      | 2      |
| 15     | Corea del Sud | 0   | 1       | 0      | 1      |
| 15     | Uzbekistan    | 0   | 1       | 0      | 1      |
| 17     | Cina          | 0   | 0       | 4      | 4      |
| 18     | Gran Bretagna | 0   | 0       | 2      | 2      |
| 19     | Colombia      | 0   | 0       | 1      | 1      |
| 19     | Egitto        | 0   | 0       | 1      | 1      |
| 19     | Paesi Bassi   | 0   | 0       | 1      | 1      |
| 19     | Spagna        | 0   | 0       | 1      | 1      |
| Totale | Totale        | 10  | 10      | 20     | 40     |

## Podi

### Ragazzi
| Evento                  | Oro            | Argento            | Bronzo                             |
| fino a 48 kg (dettagli) | Mahdi Eshaghi  | Wang Chen-Yu       | Stéphane Audibert Daniel Chiovetta |
| fino a 55 kg (dettagli) | Huang Yu-Jen   | Joo Dong-Hun       | Mohamed Ketbi Jesús Tortosa        |
| fino a 63 kg (dettagli) | Edival Marques | José Rubén Nava    | Nabil Ennadiri Christian McNeish   |
| fino a 73 kg (dettagli) | Said Guliyev   | Hamza Adnan-Karim  | Seif Eissa Danial Salehimehr       |
| oltre 73 kg (dettagli)  | Yoann Miangue  | Denys Voronovs'kyj | Talha Bayram Liu Jintao            |

### Ragazze
| Evento                  | Oro                    | Argento          | Bronzo                           |
| fino a 44 kg (dettagli) | Panipak Wongpattanakit | Ceren Özbek      | Chen Zih-Ting Abigail Stones     |
| fino a 49 kg (dettagli) | Huang Huai-Hsuan       | Indra Craen      | Mitzi Carrillo Zhan Tianrui      |
| fino a 55 kg (dettagli) | Ivana Babić            | Fatma Sarıdoğan  | Tat'jana Kudašova Laura Roebben  |
| fino a 63 kg (dettagli) | Kimia Alizadeh         | Julija Turutina  | Debbie Natalia Yopasa Zhang Chen |
| oltre 63 kg (dettagli)  | Kendall Yount          | Umida Abdullaeva | Li Chen Julija Mijuc             |